# راي هوارد
راي هوارد (بالإنجليزية: Ray Howard)‏ هو سائق سيارة سباق ومهندس أمريكي، ولد عام. 1892  م